# Povijest Sjedinjenih Američkih Država

## Doseljavanje Europljana
Drži se da su sjevernoamerički kontinent otkrili Vikinzi oko 1000. godine, a možda i Kinezi, međutim njegovo postojanje poznato je Europi tek nakon Kolumbova putovanja 1492. Na području današnjeg SAD-a živjelo je tada oko 1.5 milijuna Indijanaca. Španjolci su počeli kolonizaciju u 16. stoljeću naseljavajući Floridu, Teksas i Zapadnu obalu. Francuzi su istraživali područje od Velikih jezera, duž Mississippija do Louisiane.
Prvo englesko naselje, Jamestown, osnovano je u današnjoj Virginiji 1607. Prva veća skupina engleskih iseljenika (puritanci) došla je u Novu Englesku 1620. i osnovala Plymouth.(blagdan: Dan zahvalnosti)
Uz znatnu većinu britanskih iseljenika, među prvim doseljenicima su Nizozemci i Šveđani. do prve polovice 18. stoljeća osnovano je 13 kolonija (Virginia, Massachusetts, New Hampshire, Maryland, Connecticut, Rhode Island, North Carolina, South Carolina, New York, Delaware, New Jersey, Pennsylvania i Georgia), a broj iseljenika koji napuštaju europske zemlje zbog političkih i vjerskih progona raste te broj stanovnika do 1775. iznosi već oko 2,5 milijuna.

## Novodošli
Istaknuti državnik i prvi ministar financija SAD-a, Alexander Hamilton, je u Izvještaju o pitanju indrustrijske proizvodnje žalio o tome kako im je u zemlji uskraćeno mjesto u vanjskoj trgovini te da robu mogu bez problema kupiti u inozemstvu, no da je veliki problem kada žele ih žele prodati, tj. izvoziti. Žalio se zbog nepravnopravne trgovine i da ako ne bude uzajamnosti doći će do "žrtve sistema".
Poslije više od 30 godina, ekonomist Friedrich List se u svom govoru kritički osvrnuo na tri desetljeća američke političke nezavisnosti. Sve veću zavisnost SAD-a o izvozu sirovina je označio kao "izvor nesreće i slabosti". Još je posebno kritizirao izvoz poljoprivrednih proizvoda u Europu i činjenicu da je SAD ovisna o "tuđem tržištu, kolebanju cijena u inozemstvu, inozemnim propisima i restrikcijama". U svojoj oštroj kritici je izjavio da odluke Engleske imaju za američko stanovništvo veće posljedice nego odluke Kongresa.
Hamilton i List su bili zagovornici protekcionizma. Isticali su da je mladoj industriji važna zaštita od inozemne konkurencije ako se želi postići da ove zemlje do kraja iskoriste svoja prirodna bogatstva i ljudski potencijal te dođu do veće produktivnosti.

## Razvoj industrije i poljoprivrede
SAD su se brzo industrijalizirale i postigle nevjerojatan tehnološki razvoj zahvaljujući trgovačkoj zaštiti. Zemlja je bila plodna i dohodak od poljoprivrede visok pa se većina stanovništva bavila upravo poljoprivredom. Prema zakonima svatko je još mogao dobiti komad zemlje na zapadu. Kako bi se radna snaga privukla u industriju, nadnice u industriji su bile veće kako bi konkurirale dohocima iz poljoprivrede.
Relativno skupa radna snaga je stumulirala industrijalce da traže tehnologiju u kojoj će kapital imati veći udio nego ljudski rad. To je doprinijelo visokoj produktivnosti američke industrije koja je SAD-u osigurala konkurenciju na međunarodnom tržištu.
Razvoj poljoprivrede na američkom jugu je doprinosio povećanju britanskih izvoznih viškova, a ne razvoju domaće tekstilne industrije. Englezi su dovodili robove iz Afrike da rade na plantažama pamuka. Proizvodnja pamuka je bila jeftina, a pamuk se nije prerađivao nego se u sirovom stanju izvozio u Englesku i tako je ona mogla izrađivati jeftinu tkaninu koju je izvozila u prekooceanske zemlje. Izvozom robovske radne snage, uvozom pamuka i izvozom pamučne tkanine, Engleska je jačala svoju svjetsku ekonomsku moć i financijsku prevlast u svijetu. Ekonomska dominacija je postajala sve očitija i izazvala je državnike i ekonomiste u zemljama koje su sa zakašnjenjem stupale na međunarodnu pozornicu. Britansko Carstvo održalo svoju moć sve do početka 20. stoljeća, a u međuvremenu su se oni koji su "kasnili" neprimjetno pretvarali u velike ekonomske sile.

## Rat za neovisnost
Ekonomija se zasniva na poljoprivredi, posebno na jugu gdje na plantažama rade Crnci dovedeni kao roblje iz Afrike, dok su Indijanci potisnuti na Zapad. Sukobljavanje francuskih i britanskih interesa dovelo je do niza ratova koji kulminiraju Sedmogodišnjim ratom (1756. – 1763.) koji završava mirom u Parizu i pobjedom Velike Britanije.
Neugrožene od Francuza i Indijanaca kolonije postaju sve manje ovisne o matičnoj zamlji. Pokušaj Velike Britanije da fiskalnim i restriktivnim mjerama zakoči njihov ekonomski rast izazvao je snažan otpor kolonista. Do organizirane pobune dolazi 1773. kada britanska vlada daje monopol Istočnoindijskoj kompaniji na uvoz čaja. Američki kolonisti odgovaraju na to bacanjem čaja s britanskog broda u Bostonu (Bostonska čajanka).
Kolonije su sazvale Kontinentalni kongres (1774., Philadelphia), 1775. povele rat (Američki rat za neovisnost). 4. srpnja 1776. Kongres je objavio Deklaraciju neovisnosti. (blagdan: Dan neovisnosti) Godine 1777. dio britanskih snaga kapitulira kod Saratoge, a 1781. Amerikanci (uz koje se bore i Francuzi) pod zapovjedništvom Georgea Washingtona prisilili su britansku vojsku na kapitulaciju kraj Yorktowna. Francuski kralj Luj XVI. želio se osvetiti Englezima za prijašnje poraze francuske vojske u američkim kolonijama.
Trinaest kolonija proglasilo se Sjedinjenim Američkim Državama. Dubrovačka Republika prva je država u svijetu, koja je priznala SAD, 1783. godine.
Iste je godine, Velika Britanija mirom u Versaillesu priznala njihovu neovisnost. 1787. usvojen je Ustav (prvi na Svijetu), a George Washington izabran je za predsjednika (1789. – 97).

## Građanski rat
Već u početku iskristalizirale su se dvije političke stranke: federalisti (pristaše centralizacije, predstavnici krupnog kapitala, probritanska politika, Alexander Hamilton) i antifederalisti (suverenost saveznih država, širi demokratski slojevi, Thomas Jefferson). Za predsjednika Thomasa Jeffersona (1801. – 09.) SAD su značajno povećale teritorij kupnjom 1803. Louisiane od Francuza. Pomorsko suparništvo s Velikom Britanijom kulminiralo je "Drugim ratom za nezavisnost" (1812. – 1814.). Za predsjednika Jamesa Monroea kupljena je Florida od Španjolaca i proglašena je Monroeva doktrina.
Aneksija Teksasa 1845. izazvala je rat s Meksikom (1845. – 48.) nakon čega SAD povećavavaju teritorij Novim Meksikom i Kalifornijom, proširivši se do Tihog oceana.
Razlike između industrijskog Sjevera i poljoprivrednog Juga sve više jačaju, a kulminiraju izborom Abrahama Lincolna, protivnika ropstva, za predsjednika 1860. Južne države se otcjepljuju te osnivaju Konfederaciju Američkih Država te počinje Američki građanski rat (1861. – 1865.). Lincoln zakonski ukida ropstvo na Jugu 1863. (iako to nije provedeno do kraja rata), a rat završava pobjedom Sjevera odnosno Unije 1865. Na Jugu, iako formalno slobodni, Crnci postaju žrtve rasističke diskriminacije (Ku-Klux-Klan). 
1867. SAD kupuju od Rusije Aljasku za 7.2 milijuna dolara. U tri desetljeća nakon građanskog rata SAD postaju prva industrijska sila svijeta. Nakon rata protiv Španjolske (1898.) anektirale su Havaje, Portoriko, Filipine, učvrstile se na Kubi i nametnule politiku otvorenih vrata Kini.
Imperijalizam osobito dolazi do izražaja za predsjednika Theodorea Roosevelta, koji provodi politiku "velike batine" (big stick) intervenirajući u cijelom nizu država Latinske Amerike. Otvaranjem Panamskog kanala 1914. SAD postaju istaknuta svjetska sila sa stanovništvom koje je, velikim useljavanjem, naraslo na 92 milijuna.

## Dva svjetska rata
U I. svjetskom ratu isprva neutralne postaju arsenal oružja i sirovina za sile Antante. Izazvane podmorničkim ratom 1917. ulaze u rat te pridonose pobjedi Antante. Za predsjednikovanja Woodrowa Wilsona (1913-21) imaju odlučnu ulogu na mirovnoj konferenciji u Versaillesu. Odbivši pristupiti Ligi naroda provode izolacionističku politiku.
Snažan gospodarski rast i blagostanje poratnih godina prekida 1929. godine Velika gospodarska kriza (1929. – 33.). Posljedice krize (oko 10 milijuna nezaposlenih) počinje ublažavati predsjednik Franklin Delano Roosevelt (1933. – 45.) politikom New Deala i reformama na području privrede, radničkog zakonodavstva i financija; s njim prestaje izolacionizam SAD-a. Sa zemljama Latinske Amerike uspostavljeni su dobrosusjedski odnosi, evakuirani su Haiti, Nikaragva i Kuba, priznata neovisnost Filipina.
Uočivši opasnost koja svijetu prijeti od sila Osovine, Roosevelt osuđuje "vladavinu terora i međunarodnog bezakonja". Iako isprva neutralne u II. svjetskom ratu podupiru Veliku Britaniju u ratu protiv nacističke Njemačke i fašističke Italije (Zakon o zajmu i najmu, Atlantska povelja), a nakon napada imperijalnog Japana na Pearl Harbor (7.12.1941.) i same ulaze u rat protiv sila Osovine.
SAD imaju odlučujuću ulogu u likvidaciji osovinskih snaga u Sjevernoj Africi, invaziji Italije i otvaranju druge fronte u Normandiji te u operacijama na Pacifiku. Stvorivši atomsku bombu upotrebljavajuje protiv Japana i prislile ga na kapitulaciju. SAD sudjeluju na konferencijama za uređenje poslijeratnog svijeta i u stvaranju UN-a.

## Do pada komunizma
Iz II. svjetskog rata izlaze sa znatno uvećanim gospodarskim potencijalima. Svojim se utjecajem koriste za pružanje vojne (Trumanova doktrina, 1947.) i ekonomske (Marshallov plan 1948. – 1952.) pomoći europskim zemljama. Bitan su čimbenik stvaranja NATO-a (1949). Pomažu Južnu Koreju u Korejskom ratu (1950. – 1953.). Predsjedika Harryja Trumana (1945. – 1953.) zamjenjuje na položaju Dwight Eisenhower (1953. – 1961). 1959. Aljaska i Havaji postaju državama SAD-a.
Za predsjedništva Johna Fitzgeralda Kennedyja (1961. – 1963.) naglašena je potreba rješavanja problema ravnopravnosti crnaca. Također Kubanska kriza 1962. Nakon atentata u Dallasu predsjednikom postaje Lyndon Baines Johnson za vrijeme čije administracije (1963. – 1969.) dolazi do američke vojne intervencije u Vijetnamu i u Dominikanskoj Republici.
U srpnju 1969. američki astronauti Neil Armstrong i Edwin Aldrin bili su prvi ljudi koji su stupili na Mjesec. Od 1969. predsjednik je Richard Nixon. Rat u Vijetnamu okončan je početkom 1973. Posjetom Nixona Pekingu okončano je razdoblje zategnutosti odnosa SAD-a i NR Kine. Nakon trijumfalne pobjede na predsjedničkim izborima 1972. Nixon se ubrzo suočava s ostavkom potpredsjednika Spira Agnewa (1973.) zbog financijskog skandala te s aferom Watergate, zbog koje je prisiljen na ostavku (1974.). Do kraja mandata predsjednik je Gerald Ford.
Na izborima 1976. pobjeđuje demokrat Jimmy Carter; SAD posreduju u izraelsko-egipatskim mirovnim dogovorima u Camp Davidu, 1978., uspostavljaju diplomatske odnose s Kinom (1979.). Sovjetska intervencija u Afganistanu (prosinac, 1979.), pad Šahova režima u Iranu i kriza oko talaca u Teheranu (1979. – 1980.), slabe američke pozicije i autoritet oredsjednika Cartera na izborima 1980. dovodi na vlast republikanca Ronalda Reagana. I dalje se zaoštravaju odnosi sa SSSR-om (program Rat zvijezda), pokušava se srušiti režim M. Gadafija u Libiji.
Od 1985. (uspon M. Gorbačova) poboljšavaju se odnosi sa SSSR-om. 1987. potpisuje se sporazum sa SSSR-om o uklanjanju nuklearnih raketa srednjeg i kratkog dometa. na izborima 1988. pobjeđuje George H. W. Bush dotadašnji potpredsjednik.

## Suvremeno doba
1992. na izborima pobjeđuje Bill Clinton. Od 1994. SAD se angažiraju u rješavanju sukoba na prostoru bivše Jugoslavije; potkraj 1995. posreduju u zaključenju Daytonskog sporazuma. Nakon raspada SSSR-a SAD postaju jedina svjetska velesila. 1992. vojno interveniraju protiv Iraka (Zaljevski rat), nakon iračke okupacije Kuvajta. 1999. predvode NATO-ve napade na SR Jugoslaviju radi rješenja Rata na Kosovu.
George Walker Bush izabran je za predsjednika 2001. i 2004. Nakon terorističkog napada Al Qaide 11. rujna 2001., SAD vojno interveniraju u Afganistanu. 2001. SAD i Saveznici pokreću tzv. Rat protiv terorizma s ciljem uništavanja globalne terorističke mreže Al-Qaide i hvatanja njenog vođe Osame bin Ladena pod imenom Operacija Trajna Sloboda. Napadom na Afganistan oslabljena je organizacija ali u sljedećim godinama teroristička ofenziva protiv Zapada se nastavlja.
Američki predsjednik George W. Bush 2003. pokreće Operaciju Iračka Sloboda te uz pomoć Velike Britanije, Australije i Poljske pokreće invaziju Iraka zbog sumnje da ta država vodi aktivno istraživanje na polju oružja za masovno uništenje. Saveznici okupiraju Irak te uspjevaju u hvatanju diktatora Sadama Huseina ali bivaju uvučeni u mukotrpan gerilski rat s iračkim gerilcima.
Sredinom 2000-ih SAD ostaju predvodnik NATO-a, održavaju vojnu prisutnost u više država (Japan, Južna Koreja, Bahreinu, Kataru, Njemačkoj i dr.) te ratuju u Afganistanu i Iraku.

## Vanjske poveznice
- High School Level United States History & Government Glossary English-Serbo-Croatian - New York State Department of Education 
  - A-M  Arhivirana inačica izvorne stranice od 24. rujna 2015. (Wayback Machine)
  - N-Z  Arhivirana inačica izvorne stranice od 24. rujna 2015. (Wayback Machine)